# Мозамбикская котловина
Мозамби́кская котлови́на — подводная котловина в Индийском океане, расположенная к югу от Мозамбикского пролива.
Котловина ограничена материковым склоном Африки (на западе), островом Мадагаскар и подводным Мадагаскарским хребтом (на востоке), порогом Мозамбикского пролива (на севере), Западно-Индийским хребтом (на юге).
Длина котловины составляет около 2700 км, ширина — до 550 км, максимальная глубина — 6046 м. Дно котловины представляет собой преимущественно волнистую равнину, к югу плоскую и холмистую. Осадочные породы дна — фораминиферовые илы, на юге встречаются также красные глины.